# La Vuelta Femenina
La Vuelta España Femenina (comercialmente denominada La Vuelta Femenina by Carrefour) es una carrera profesional por etapas de ciclismo en ruta femenino, disputada a lo largo de la geografía española durante los primeros días de mayo. Al igual que la Vuelta a España y el Tour de Francia, está organizada por Amaury Sport Organisation.

## Historia
Después de la experiencia del Tour de Francia con su La Course by Le Tour de France, puesta en marcha en el año 2014, los organizadores de la carrera española decidieron crear una nueva carrera femenina similar a la francesa para la Vuelta de 2015. Tras una primera negativa, la Unión Ciclista Internacional reorganizó el calendario de competiciones para ubicar esta carrera el 13 de septiembre, coincidiendo con el último día de la Vuelta a España masculina. De esta manera, se organizó la prueba en 2015 en la categoría 1.1. Tras la creación del UCI WorldTour Femenino en 2016, la carrera ascendió a esa máxima categoría mundial.
Desde 2015 hasta 2019 la prueba se realizó bajo el nombre de Madrid Challenge. Los tres primeros años, ediciones de 2015 a 2017, la carrera se disputaba en un circuito urbano por el centro de Madrid. El trazado consistía en el mismo que unas horas después realizaban los hombres, en este caso dando 15 vueltas al circuito y totalizando 85,7 km. Para no coincidir con La Vuelta masculina, la femenina se realizaba por la tarde. A destacar que las cuantías de sus premios económicos eran las mismas que las de una etapa de La Vuelta masculina. En los años 2018 y 2019 la prueba pasó a disputarse durante un fin de semana, realizándose el primer día una contrarreloj en Boadilla del Monte. 
En 2020, ya bajo el nombre de Ceratizit Challenge by La Vuelta, se añadió a la carrera una tercera etapa, que ese año se disputó en Toledo. Al año siguiente, la carrera fue de cuatro etapas y todas ellas fueron en Galicia, coincidiendo con las últimas de La Vuelta masculina. Finalmente, el año 2022 se añadió una quinta etapa y, siguiendo la misma disposición, se realizó un recorrido entre Cantabria y Madrid.

## Palmarés
| Año                              | Ganador              | Segundo              | Tercero              |
| -------------------------------- | -------------------- | -------------------- | -------------------- |
| Madrid Challenge by La Vuelta    |                      |                      |                      |
| 2015                             | Shelley Olds         | Giorgia Bronzini     | Kirsten Wild         |
| 2016                             | Jolien D'Hoore       | Chloe Hosking        | Marta Bastianelli    |
| 2017                             | Jolien D'Hoore       | Coryn Rivera         | Roxane Fournier      |
| 2018                             | Ellen van Dijk       | Coryn Rivera         | Audrey Cordon-Ragot  |
| 2019                             | Lisa Brennauer       | Lucinda Brand        | Pernille Mathiesen   |
| Ceratizit Challenge by La Vuelta |                      |                      |                      |
| 2020                             | Lisa Brennauer       | Elisa Longo Borghini | Lorena Wiebes        |
| 2021                             | Annemiek van Vleuten | Marlen Reusser       | Elise Chabbey        |
| 2022                             | Annemiek van Vleuten | Elisa Longo Borghini | Demi Vollering       |
| La Vuelta Femenina               |                      |                      |                      |
| 2023                             | Annemiek van Vleuten | Demi Vollering       | Gaia Realini         |
| 2024                             | Demi Vollering       | Riejanne Markus      | Elisa Longo Borghini |
| 2025                             |                      |                      |                      |
| 2026                             |                      |                      |                      |

## Palmarés por países
| País           | Victorias |
| -------------- | --------- |
| Países Bajos   | 6         |
| Bélgica        | 2         |
| Alemania       | 2         |
| Estados Unidos | 1         |